# Нестор (Пысык)
Митрополит Не́стор (в миру Андре́й Анато́льевич Пы́сык укр. Андрій Анатолійович Писик; род. 22 мая 1979, Подволочиск, Тернопольская область) — митрополит Тернопольский и Кременецкий Православной церкви Украины.

## Биография
Родился 22 мая 1979 года в посёлке городского типа Подволочиске, Тернопольской области в нерелигиозной семье. Окончил среднюю школу с золотой медалью.
С 1996 по 1999 год обучался в Киевской духовной семинарии (УПЦ КП), а после её окончания, продолжил обучение в Киевской православной богословской академии, которую окончил в 2003 году со степенью кандидата богословия, написав работу «Опыт православной антропологии в творениях св. Отцов и монашеской традиции» (укр. «Досвід православної антропології в творіннях св. Отців та монашеській традиції»). Преподавал в семинарии и академии.
26 октября 2000 года наместником Свято-Михайловского Златоверхого монастыря епископом Переяслав-Хмельницким Димитрием (Рудюком) пострижен в монашество с наречением имени Нестор (в честь преподобного Нестора Летописца) и в том же году был рукоположен в сан иеродиакона.
28 мая 2001 года патриархом Филаретом (Денисенко) был рукоположен в сан иеромонаха.
10 ноября 2003 года назначен секретарём патриарха Филарета (Денисенко).
22 февраля 2005 года назначен наместником Феодосиевского мужского монастыря города Киева.
28 февраля 2006 года Священным синодом УПЦ КП был избран для рукоположения в сан епископа Тернопольского и Бучацкого.

### Епископское служение
5 марта 2006 года во Владимирском кафедральном соборе Киева патриархом Филаретом и другими архиереями был хиротонисан в сан епископа.
23 января 2012 года указом патриарха Филарета возведен в достоинство архиепископа.
13 мая 2012 года, решением Священного Синода (журнал № 19), был назначен управляющим Тернопольско-Кременецкой епархией (по совместительству).
25 мая 2018 года назначен капелланом Национальной скаутской организации Украины «Пласт» от УПЦ КП.
15 декабря 2018 года, на Объединительном соборе, вошёл в юрисдикцию новосозданной Православной церкви Украины.
24 марта 2021 года указом Епифания (Думенко) в связи со смертью митрополита Хмельницкого и Каменец-Подольского Антония (Махоты) назначен временно управляющим Хмельницкой епархией

## Награды
- Орден великомученика Георгия Победоносца (14 декабря 2006)